# レイシマノリシン
レイシマノリシン(Leishmanolysin、EC 3.4.24.36)は、酵素である。この酵素は、P1位とP1'位の疎水性残基、P2'位とP3'位の塩基性残基を選択的に加水分解する反応を触媒する。モデルのノナペプチドは、-Ala-Tyr-Leu-Lys-Lys-で分解される。
この糖タンパク質は膜結合性で、Leishmania protozoansの前鞭毛に存在する。